# Модлібожиці (гміна)
Гміна Модлібожиці (пол. Gmina Modliborzyce) — місько-сільська гміна у східній Польщі. Належить до Янівського повіту Люблінського воєводства.
Станом на 31 грудня 2011 у гміні проживало 7244 особи.

## Площа
Згідно з даними за 2007 рік площа гміни становила 153.15 км², у тому числі:
- орні землі: 55.00%
- ліси: 36.00%

Таким чином, площа гміни становить 17.50% площі повіту.

## Населення
Станом на 31 грудня 2011:
| Опис     | Загалом | Загалом | Чоловіки | Чоловіки | Жінки | Жінки |
| -------- | ------- | ------- | -------- | -------- | ----- | ----- |
| одиниця  | осіб    | %       | осіб     | %        | осіб  | %     |
| все      | 7244    | 100     | 3593     | 49.60    | 3651  | 50.40 |
| міське   | 0       | 100     | 0        |          | 0     |       |
| сільське | 7244    | 100     | 3593     | 49.60    | 3651  | 50.40 |

## Сусідні гміни
Гміна Модлібожице межує з такими гмінами: Батож, Ґодзішув, Пишниця, Поток-Велькі, Шастарка, Янів-Любельський.